# Snallygaster
En el folclore estadounidense, el snallygaster es una quimera pájaro-reptil que se origina en las supersticiones de los primeros inmigrantes alemanes combinados más tarde con informes sensacionalistas de periódicos sobre el monstruo. Los primeros avistamientos asocian al snallygaster con el condado de Frederick, Maryland, especialmente las áreas de South Mountain y Middletown Valley. Los informes posteriores ampliarían los avistamientos que abarcan un área para incluir el centro de Maryland y el área metropolitana de Washington D. C..

## Historia

### sigloXVIII
La zona fue colonizada por inmigrantes alemanes a partir de la década 1730. Los primeros relatos describen a la comunidad aterrorizada por un monstruo llamado Schneller Geist, que significa "fantasma rápido" en alemán. Las primeras encarnaciones mezclaban los rasgos de medio pájaro de una sirena con los rasgos de pesadilla de demonios y ghouls . El snallygaster fue descrito como mitad reptil, mitad pájaro con un pico metálico forrado con dientes afilados, ocasionalmente con tentáculos parecidos a pulpos. Se lanza silenciosamente desde el cielo para recoger y llevarse a sus víctimas. Las primeras historias afirman que este monstruo chupó la sangre de sus víctimas. Las estrellas de siete puntas, que supuestamente mantuvieron a raya al snallygaster, todavía se pueden ver pintadas en los graneros locales.

### sigloXIX
Se ha sugerido que la leyenda resucitó en el siglo XIX para asustar a los esclavos liberados.

### sigloXX

Theodore Roosevelt (aquí, como cazador de Badlands en 1885) propuso cazar al snallygaster.

Los informes de los periódicos de febrero y marzo de 1909 describen encuentros entre los residentes locales y una bestia con "alas enormes, un pico largo y puntiagudo, garras como ganchos de acero y un ojo en el centro de la frente". Se describió como hacer chillidos "como el silbato de una locomotora". Una gran cantidad de publicidad rodeó esta serie de apariciones, y la Institución Smithsonian ofreció una recompensa por la piel . El presidente de los Estados Unidos, Theodore Roosevelt, consideró posponer un safari africano para cazar personalmente a la bestia. Más tarde se reveló que estos informes eran parte de un engaño perpetrado por el editor de Middletown Valley Register, George C. Rhoderick, y el reportero Ralph S. Wolfe, en un intento por aumentar el número de lectores. Las descripciones que inventaron tomaron prestados temas del folclore alemán existente, incluidas criaturas parecidas a dragones que arrebataban niños y ganado, y también parecían evocar descripciones del diablo de Jersey, que había sido "descubierto" apenas unas semanas antes.

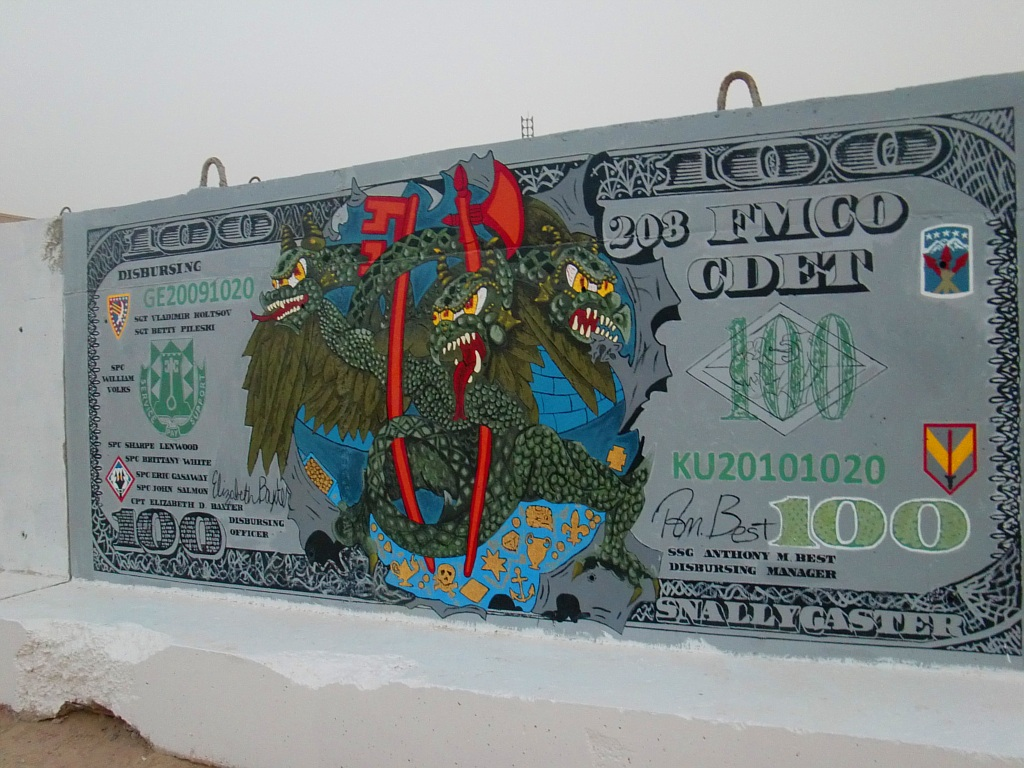
Snallygaster sobre una barrera de jersey en Udairi, Kuwait.

En 2008, el autor Patrick Boyton publicó una historia del snallygaster, titulada Snallygaster: the Lost Legend of Frederick's Country .
La edición de 2017 de Animales fantásticos y dónde encontrarlos de J. K. Rowling incorporó a Snallygaster al universo de Harry Potter. Se lo describe como un ancestro lejano del Occamy, en parte ave y en parte reptil, con colmillos de acero serrados y una piel a prueba de balas, y ha ganado algo de atención muggle debido a su curiosidad natural.     
El Snallygaster aparece en el videojuego Fallout 76 de Bethesda 2018.
El Snallygaster es un whisky mezclado producido por Dragon Distillery of Frederick, MD y lanzado en 2018.

## Legado
- En 2011, se inició un festival anual de la cerveza (una "fiesta de la cerveza bestial") llamado "Snallygaster" en Washington D. C.[12]

- En 2012, se formó un grupo de música hard / punk rock llamado "The Snallygasters" en el área de Baltimore, Maryland.[13]